# Берестовський (Куйбишевський район)
Берестовський (рос. Берестовский) — хутір у Куйбишевському районі Ростовської області Росії. Входить до складу Куйбишевського сільського поселення.

## Географія
Географічні координати: 47°45' пн. ш. 38°55' сх. д. Часовий пояс — UTC+4.
Хутір Берестовський розташований на південному схилі Донецького кряжу. Відстань до районного центру, села Куйбишева, становить 11 км.

### Урбаноніми
- вулиці — Жовтнева, Нова;
- провулки — Центральний[2].

## Населення
За даними перепису населення 2010 року на території хутора проживала 71 особа. Частка чоловіків у населенні складала 50,7% або 36 осіб, жінок — 49,3% або 35 осіб.